# Yonathan Kapitolnik
Yonathan Kapitolnik (25 de noviembre de 2002) es un deportista de Israel que compite en atletismo. Ganó una medalla de oro en el Campeonato Mundial de Atletismo Sub-20 de 2021, en la prueba de salto de altura.